# Daniel Helminiak
Daniel A. Helminiak (ur. 20 listopada 1942 w Pittsburghu) – amerykański psycholog, psychoterapeuta i teolog, a także ksiądz katolicki. Profesor University of West Georgia. 
Urodzony w rodzinie polskich imigrantów. Studiował w St. Vincent College i Pontyfikalnym Uniwersytecie Gregoriańskim w Rzymie gdzie w 1967 przyjął święcenia kapłańskie.  Uzyskał doktorat z psychologii w The University of Texas, z teologii w Andover Newton Theological School i Boston College, gdzie był asystentem profesora Bernarda Lonergana, jezuity i teologa. W swojej pracy stara się połączyć perspektywę teologiczną i psychologiczną, specjalizuje się w badaniu duchowości. W kręgu jego zainteresowań naukowych znajdują się także zagadnienia rozwoju człowieka dorosłego i kwestie ludzkiej seksualności.

## Publikacje
Prace popularnonaukowe:
- Spirituality for Our Global Community: Beyond Traditional Religion to a World at Peace (2008)
- The Transcended Christian: Spiritual Lessons for the Twenty-First Century (2007)
- Sex and the Sacred: Gay Identity and Spiritual Growth (2006)
- Meditation without Myth: What I Wish They'd Taught Me in Church about Prayer, Meditation, and the Quest for Peace (2005)
- What the Bible Really Says about Homosexuality? (1994, 2000), Wydanie polskie: Co Biblia naprawdę mówi o homoseksualności? Gdynia : Uraeus, 2002 ISBN 83-85732-89-6

Prace naukowe:
- Religion and the Human Sciences: An Approach via Spirituality (1998)
- The Human Core of Spirituality: Mind as Psyche and Spirit (1996)
- Spiritual Development: An Interdisciplinary Study (1987)
- The Same Jesus: A Contemporary Christology (1986)